# Markdown
Markdown je odlehčený značkovací jazyk, který slouží pro úpravu prostého textu a jeho následný převod na formátovaný text publikovatelný na webu, zejména ve formátu HTML. Umožňuje pomocí jednoduchých formátovacích značek vyznačit v textu nadpisy a seznamy, doplnit odkazy, obrázky atd. Cílem jazyka je, aby byl text dobře čitelný a publikovatelný i v původním formátu prostého textu.
Markdown vytvořil John Gruber s pomocí Aarona Swartze, hlavní inspirací byl formát prostého textu e-mailu.

## Historie a použití
Jazyk byl původně vytvořen v roce 2004 Johnem Gruberem, jako jednoduchý značkovací jazyk pro převod textu do validního XHTML nebo
HTML. Jazyk byl původně implementován v programovacím jazyku Perl, ale postupně se rozšířil a je znám a používán i v jiných jazycích jako jsou například PHP nebo Python. Používá se i u popisu dokumentace nebo jiných poznámek na GitHubu (přípona .md; implicitním popisem každého projektu na Gitu je obsah souboru README.md).
Markdown je velice oblíbeným nástrojem pro blogování, protože umožňuje velice jednoduše vytvářet odkazy a vkládat obrázky. Některé redakční systémy umožňují vkládat obsah právě pomocí Markdown.
Lze ho použít také jako nástroj pro psaní knih nebo poznámek. Protože se jedná o prostý text je možné pro vytváření dokumentů použít libovolný editor.

## Vlastnosti
Jazyk je jednoduchý, přehledný a jeho syntax se chová očekávaně. Jazyk umožňuje kombinovat text a (X)HTML, takže tam, kde není určitá vlastnost implementovaná, může uživatel použít přímý zápis v HTML.
Porovnání s WYSIWYG editory – velká část z nich pro online editaci HTML jednotlivá formátování implementují vkládáním značek <span> s inline CSS stylováním navzájem do sebe a při zrušení formátování mají problémy při odstranění prázdných „spanů“, čímž ve výsledném kódu vzniká balast, který nabírá velikost a přispívá k nečitelnosti a potenciálně dalším problémům. Tyto přebytky HTML mají tendenci narůstat s každou editací. V Markdownu toto nehrozí, protože HTML se generuje ze zdrojového textu/kódu. Rozhraní WYSIWYG editorů navíc běžné uživatele (včetně těch bez estetického cítění) láká k přehnané „výtvarné realizaci“, kdy své statě nadměrně formátují a kombinují více formátů dohromady, přehnaně vybarvují text nekonzistentními barvami, které např. nemusejí korespondovat s korporátní identitou nebo barevnou koncepcí stránky. Empiricky vzato, práce s Markdownem tyto problémy nemívá.
Markdown také rozpozná a automaticky vkládá HTML entity; zvládne i inteligentně vložit typografické uvozovky a delší pomlčky (ze dvou nebo tří pomlček v ASCII).
Na rozdíl od HTML má Markdown vyšší čitelnost lidským okem a menší pravděpodobnost udělání chyby např. opomenutím nějaké koncové značky apod.

## Rozšíření
Existuje rozšířená syntaxe, které implementuje vlastnosti, které původní
Markdown nezahrnoval. Obecně se tato rozšíření označují jako Markdown Extra.
Ten umožňuje oproti původnímu Markdown například:
- Vkládat Markdown do HTML bloků (původní Markdown umožňoval pouze vkládání HTML bloků do Markdown-u).
- Elementy s id/class atributy
- Definiční seznamy
- Poznámky pod čarou
- Tabulky
- KaTeX pro vzorce
- mermaid pro UML, sekvenční diagramy, vývojové diagramy, Ganttovy diagramy
- …atd.

## Implementace
Původní implementace je pro programovací jazyk Perl. Nejznámější jsou tyto implementace:
- MultiMarkdown také pro jazyk Perl[4]
- PHP Markdown pro jazyk PHP[5]
- Python-Markdown pro jazyk Python[6]

## Příklad užití
| Zdrojový text ve formátu jazyka Markdown | Zdrojový text ve formátu HTML | Text zobrazený v prohlížeči                                                                                                  |
| --- | --- | --- |
| Hlavní nadpis ============= * toto * je * seznam Menší podnadpis --------------- 1. toto 2. se čísluje 1. ale na číslech nezáleží # Hlavní nadpis jinak ## Menší nadpis jinak ### Ještě menší nadpis jinak Odstavce se oddělují prázdným řádkem. Na délce řádků nezáleží Udělám nový odstavec. Ještě odkaz na [dokumentaci](http://daringfireball.net/projects/markdown/syntax) Horizontální oddělovač: --- Vlastnosti textu _kurzíva_, *kurzíva*, __tučně__, **tučně**, `neproporcionální`. <p>Dle libosti ''můžu používat'' html</p> | <h1>Hlavní nadpis</h1> <ul> <li>toto</li> <li>je</li> <li>seznam</li> </ul> <h2>Menší podnadpis</h2> <ol> <li>toto </li> <li>se čísluje</li> <li>ale na číslech nezáleží</li> </ol> <h1>Hlavní nadpis jinak</h1> <h2>Menší nadpis jinak</h2> <h3>Ještě menší nadpis jinak</h3> <p>Odstavce se oddělují prázdným řádkem. Na délce řádků nezáleží</p> <p>Udělám nový odstavec. Ještě odkaz na <a href="http://daringfireball.net/projects/markdown/syntax">dokumentaci</a></p> Horizontální oddělovač: <hr> Vlastnosti textu <i>kurzíva</i>, <i>kurzíva</i>, <b>tučně</b>, <b>tučně</b>, <code>neproporcionální</code>. <p>Dle libosti <em>můžu používat</em> html</p> | Hlavní nadpis - toto - je - seznam Hlavní nadpis jinak                                                                       |
| Nebo obrázek ![Alt text](https://commons.wikimedia.org/wiki/File:Markdown-mark.svg) | <p>Nebo obrázek <img alt="Alt text" src="https://commons.wikimedia.org/wiki/File:Markdown-mark.svg" /></p> | Nebo obrázek |
| Konec řádku uprostřed odstavce se udělá pomocí několika mezer na konci řádku. Toto je [hyperlink](https://cs.wikipedia.org/wiki/Hyperlink) nebo <http://cs.wikipedia.org> | <p>Konec řádku uprostřed odstavce <br /> se udělá<br /> pomocí několika mezer na konci řádku.</p> <p>Toto je <a href="https://cs.wikipedia.org/wiki/Hyperlink">hyperlink</a></p> <p>nebo <a href="http://cs.wikipedia.org">http://cs.wikipedia.org</a></p> | Konec řádku uprostřed odstavce se udělá pomocí několika mezer na konci řádku. Toto je hyperlink nebo http://cs.wikipedia.org |